# Constance Markievicz
La condesa Constance Markievicz, nacida con el nombre Constance Georgine Gore-Booth, (Londres, 4 de febrero de 1868 - Dublín, 15 de julio de 1927), conocida como la Condesa Roja, fue una feminista, sufragista, nacionalista y revolucionaria irlandesa que jugó un papel destacado en la lucha por la independencia de Irlanda. En 1918, se convirtió en la primera mujer elegida como diputada por el Sinn Féin en el Parlamento Británico aunque, al igual que sus compañeros de partido, rechazó ocupar su escaño en la Cámara de los Comunes. En 1919 fue nombrada Ministra de Trabajo de la República Irlandesa en el gobierno revolucionario de Éamon de Valera.

## Biografía

### Primeros años

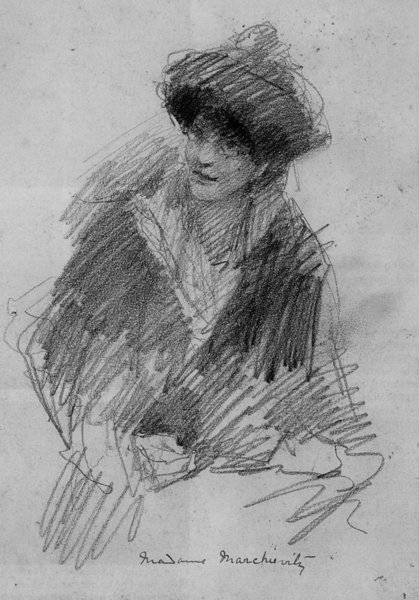
Retrato de la condesa Constance Markievicz por John Butler Yeats.

Nació en Londres pero su familia se mudó a Irlanda poco después de que ella naciera. Pese a ser parte de la aristocracia local, su padre, sir Henry Gore-Booth, le inculcó desde joven una conciencia social que la marcó.
En 1893 volvió a Londres para estudiar Bellas Artes. Allí empezó su activismo por los derechos de las mujeres, apoyando decisivamente el movimiento sufragista en la Unión Nacional de Sociedades de Sufragio Femenino. Poco después, se trasladó a París para proseguir sus estudios. Durante su estancia en Francia, conoció al que sería su marido, el conde polaco Casimir Markievicz.

### Regreso a Irlanda y militancia republicana
A principios del siglo XX, regresó a Irlanda y se instaló en Dublín, donde entró en contacto con el mundo intelectual, artístico y nacionalista. En 1903, Constance se adhirió al grupo feminista y nacionalista Inghinidhe na Éireann ("Hijas de Irlanda" en gaélico irlandés), y en 1908 se unió al recién creado Sinn Féin, ocupando el puesto de responsable de las juventudes de la Hermandad Republicana Irlandesa.
En 1911, fue detenida por manifestarse en contra de la visita del rey Jorge V. Sería el principio de una larga serie de detenciones y encarcelamientos, que se sucedieron hasta el final de su vida. Poco después, participó de manera activa en la huelga general de 1913 en Dublín, enrolándose en el Ejército Ciudadano Irlandés (ICA) del que fue una de sus principales dirigentes, ejerciendo también las funciones de tesorera en dicha organización armada.
Durante el Alzamiento de Pascua de 1916, Constance asumió el rango de subcomandante (siendo la primera mujer oficial de un ejército moderno), dirigiendo asimismo la brigada femenina. Pese a que en un principio se dedicó a la asistencia sanitaria de los heridos, Constance junto a catorce mujeres decidieron tomar las armas y sumarse activamente a la insurrección destacando su participación en los enfrentamientos del jardín Saint Stephen dónde combatió, junto al socialista James Connolly, como francotiradora.
Tras el fracaso del Alzamiento fue detenida e internada en la cárcel dublinesa de Kilmainham, donde fue testigo de la ejecución de Connolly y otros quince líderes de la revuelta. Ella misma fue condenada a muerte pero dado que la pena de muerte no podía aplicarse a mujeres, su castigo fue conmutado por cadena perpetua cumpliendo pena de prisión en Inglaterra hasta junio de 1917.

### Parlamentaria y ministra
Constance salió de la cárcel en junio de 1917 con una amnistía general decretada por el Gobierno británico. Tras su liberación gozó de una gran popularidad en Irlanda donde fue considerada una heroína. Fue encarcelada en 1918, junto con otros 46 candidatos republicanos, por protestar contra el reclutamiento forzoso de irlandeses en el ejército británico. Constance fue elegida diputada por el Sinn Féin a la Cámara de los Comunes convirtiéndose en la primera mujer electa en el Parlamento Británico, sin embargo al igual que sus compañeros de partido rechazó ocupar el escaño.
El 21 de enero de 1919, se formó el primer parlamento (Dáil) en Dublín, que declaró la República de Irlanda. En abril fue nombrada Ministra de Trabajo en el gobierno revolucionario de Éamon de Valera. Opuesta al tratado que partiría en dos al país y el Rey de Inglaterra continuaba ostentando la jefatura del Estado, Constance apoyó activamente al IRA y a la facción antitratado en la guerra civil irlandesa. En 1923 fue reelegida parlamentaria, pero rechazó una vez más tomar posesión de su escaño al negarse a reconocer el llamado Estado Libre Irlandés. Constance fue una de los miembros fundadores del Fianna Fáil en 1926, siendo reelegida parlamentaria en junio de 1927,  esta vez por el nuevo partido. Sin embargo, falleció tan sólo un mes después a consecuencia de un cáncer.

## Homenajes

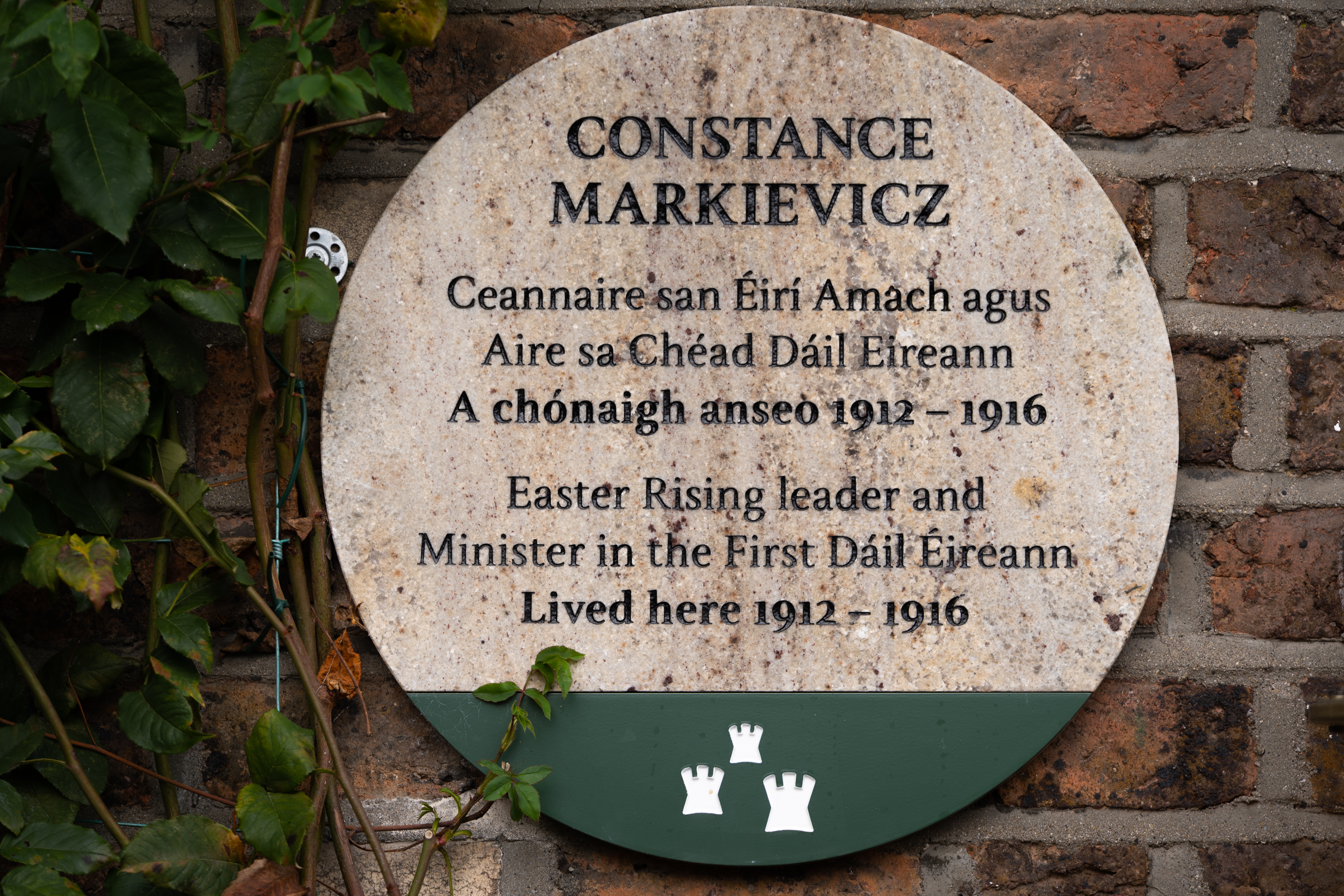
Placa conmemorativa de Constance Markievicz en el Ayuntamiento de Dublín, descubierta el 15 de julio de 2019.

En 1998, la empresa de desarrollo inmobiliario Treasury Holdings encargó a la artista Elizabeth McLaughlin crear e instalar una estatua en honor a Markievicz y su cocker spaniel, Popper, para honrar su lucha por la libertad de Irlanda y su logro como primera mujer elegida para la Cámara de Comunes en Reino Unido. La estatua está frente al Centro de Ocio Markievicz. Asimismo, hay un busto de Markievicz en St. Stephen's Green Park, donde participó en el Alzamiento de Pascua.
En 2018, el gobierno irlandés donó un retrato de Markievicz a la Cámara de los Comunes para conmemorar la Ley de representación del pueblo de 1918 que estableció el sufragio universal masculino y el sufragio censitario para las mujeres mayores de treinta años, reconociendo por primera vez el derecho de voto de las mujeres en las elecciones generales del Reino Unido.

## En la cultura
En 2016 la actriz Camille O'Sullivan interpretó el papel de la condesa Markievicz en la miniserie de RTÉ Rebellion que en 5 episodios narra el fallido Alzamiento de Pascua.